# Lucas 13

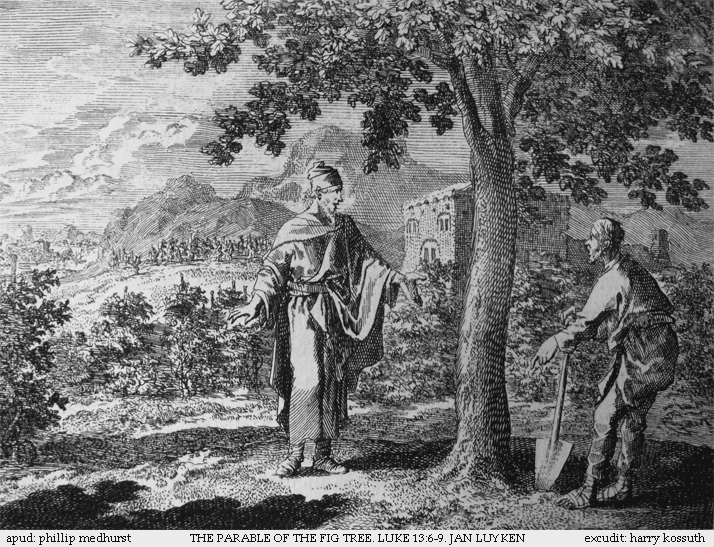
Parábola da figueira estéril, uma das muitas parábolas deste capítulo.

Lucas 13 é o décimo-terceiro capítulo do Evangelho de Lucas no Novo Testamento da Bíblia e é composto principalmente por parábolas de Jesus e sua lamentação pela cidade de Jerusalém.

## Arrependimento
O capítulo começa com um trecho bastante singular, no qual ele utiliza a queda da Torre de Siloé, que matou dezoito galileus, para ensinar sobre a necessidade do arrependimento:
| “ | «Ou cuidais que aqueles dezoito, sobre os quais caiu a torre de Siloé e os matou, foram mais culpados que todos os outros habitantes de Jerusalém? Não, eu vo-lo digo; mas se não vos arrependerdes, todos perecereis semelhantemente.» (Lucas 13:4–5) | ” |

É bastante provável que o evento, pela forma como foi citado, tenha acontecido pouco antes do discurso de Jesus.

## Parábola da figueira estéril
Esta parábola de Jesus, que não deve ser confundida com a Parábola da Figueira) não aparece em nenhum outro evangelho canônico do Novo Testamento. Nela, um proprietário de terras, geralmente interpretado como sendo Deus, tinha uma figueira plantada em seu vinhedo e veio em busca de frutos, um costume bastante comum , e não encontrou. Na conversa entre o viticultor (geralmente interpretado como sendo Jesus) e o proprietário, este propõe cortá-la, pois já era o terceiro ano que isto acontecia. O viticultor pediu então uma última chance ao proprietário para que ela desse frutos e, se fracassado, ele mesmo a cortaria.
Uma outra possibilidade é que a figueira seja ainda um símbolo para Israel ou é possível também que seja uma referência à liderança religiosa da época. Seja como for, o sentido pretendido é Jesus oferecendo aos seus ouvintes uma última chance de se arrepender através de seus ensinamentos e os "três anos" citados são uma clara referência ao seu ministério. Segundo Richard Whately, esta parábola "é uma na qual se pode acreditar que o Senhor contou aos seus ouvintes duas vezes; uma vez em palavras e outra em seus atos".
Apesar de estar apenas em Lucas, não há motivos para supor que não seja autêntica e a maioria dos membros do Jesus Seminar votou por sua autenticidade.

## Mulher enferma

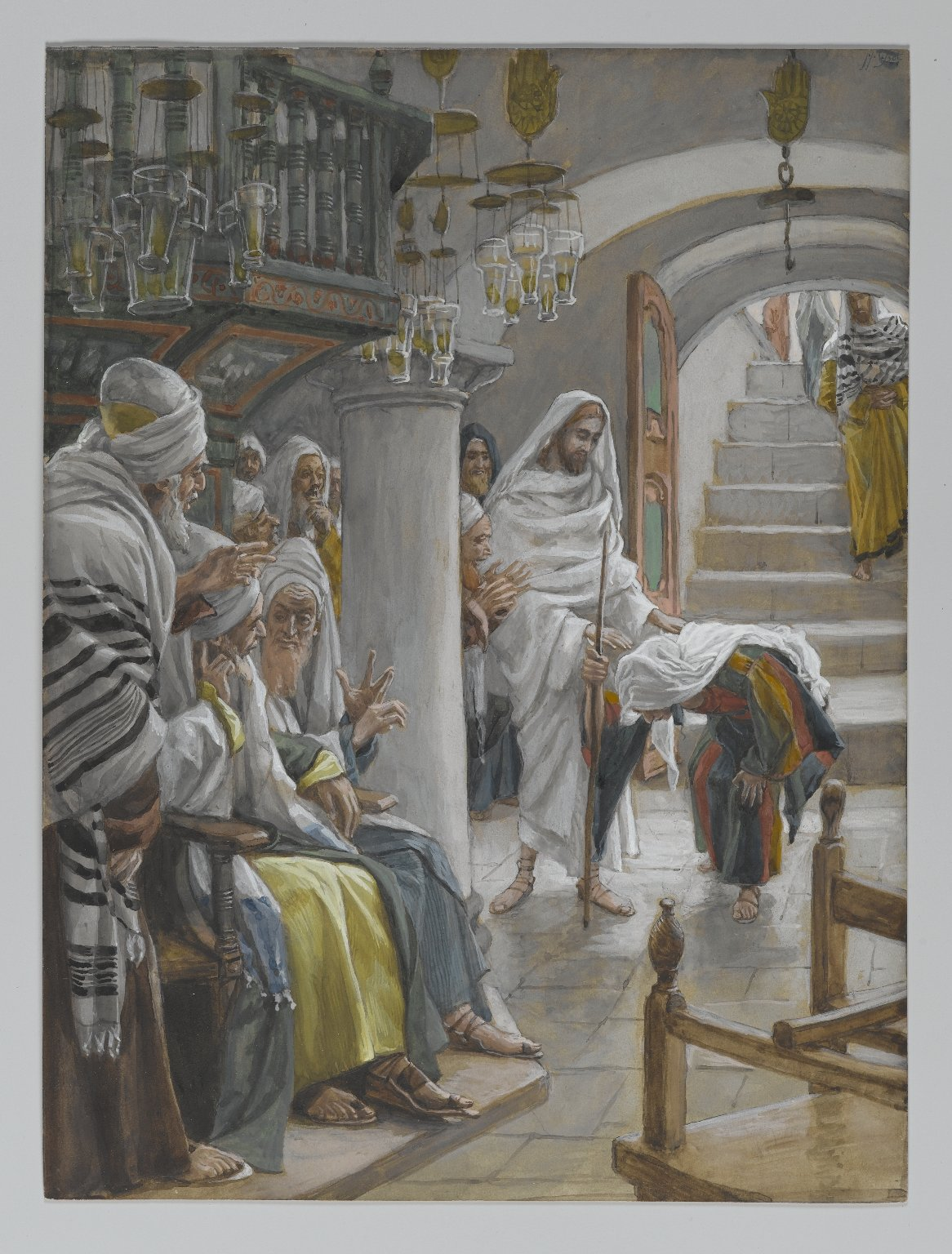
Jesus curando a mulher enferma, um milagre relatado em Lucas 13.
Entre 1886 e 1896. Por James Tissot, atualmente no Brooklyn Museum, em Nova Iorque.

Este é um dos milagres de Jesus narrados em Lucas e só aparece neste evangelho. No relato, Lucas dá mais detalhes sobre o crescente conflito entre os doutores da Lei e Jesus, narrando como este exorcizou uma mulher que sofria com uma doença havia dezoito anos num sabá (sábado). Depois de ser admoestado pelo "chefe da sinagoga", respondeu:
| “ | «Hipócritas, não desprende cada um de vós o seu boi ou o seu jumento da manjedoura no sábado para o levar a beber? Não devia ser solta desta prisão no sábado esta mulher que é filha de Abraão e que há dezoito anos Satanás tinha presa?» (Lucas 15:16) | ” |

Ao envergonhar as lideranças judaicas, Jesus ganhava inimigos ao mesmo tempo que «...se alegrava toda a multidão de todas as coisas gloriosas que por ele eram feitas.» (Lucas 13:17)

## Parábola do Grão de Mostarda
Esta parábola é uma das mais curtas de Jesus, com apenas dois versículos (Lucas 13:18–19), e aparece nos três evangelhos sinóticos, em Mateus 13 (Mateus 13:31–32) e Marcos 4 (Marcos 4:30–32), com pequenas diferenças. Em Mateus e Lucas, é seguida diretamente pela Parábola do Fermento, que trata do mesmo tema: o Reino de Deus crescendo a partir de um início humilde.

## Parábola do Fermento
Esta parábola é também uma das mais curtas de todas as parábolas de Jesus, também com apenas dois versículos (Lucas 13:20–21), e aparece também em Mateus 13 (Mateus 13:33–35), com diferenças menores.  Em ambos, ocorre logo depois da Parábola do Grão de Mostarda, que trata do mesmo tema: o Reino de Deus crescendo a partir de um a partir de um início humilde.

## Primeiros e últimos
Jesus em seguida responde a pergunta de homem sobre quantos serão os que serão salvos, ao que respondeu Jesus com uma metáfora sobre uma cujo dono deixa para fora os que demoram para se afastar da iniquidade, mesmo os que lhe são conhecidos. Muitos lamentarão por terem ficado de fora ao verem que pessoas do mundo inteiro virão e «hão de sentar-se à mesa no reino de Deus.» (Lucas 13:29) E então Jesus profere uma de suas mais famosas frases: Citação: Lucas escreveu: «13», que ocorre ainda na Parábola dos Trabalhadores na Vinha (Mateus 20:16) em outro contexto.

## Lamento por Jerusalém
Segundo o relato de Lucas, Jesus foi então avisado para deixar a Galileia, pois Herodes Antipas queria matá-lo e Jesus novamente profetiza sua própria morte e lamenta sobre a cidade de Jerusalém:
| “ | «Ide dizer a esse raposo que hoje e amanhã expulso os demônios e faço curas, e no terceiro dia serei consumado. Importa, contudo, caminhar hoje, amanhã e depois de amanhã, porque não convém que um profeta pereça fora de Jerusalém. Jerusalém, Jerusalém! que matas os profetas e apedrejas os que te são enviados! Quantas vezes quis eu ajuntar teus filhos como uma galinha ajunta os do seu ninho debaixo das asas e vós não o quisestes! Eis aí vos é deixada a vossa casa. Declaro-vos que não me vereis até que venha o dia em que digais: Bendito aquele que vem em nome do Senhor!» (Lucas 29:32–35) | ” |

O final é uma referência à entrada triunfal de Jesus em Jerusalém, o evento que marca o início da Paixão, quando Jesus novamente lamenta sobre a cidade ("Flevit super illam"). 
Há um terceiro lamento em Mateus 23 (Mateus 23:37–39).

## Texto

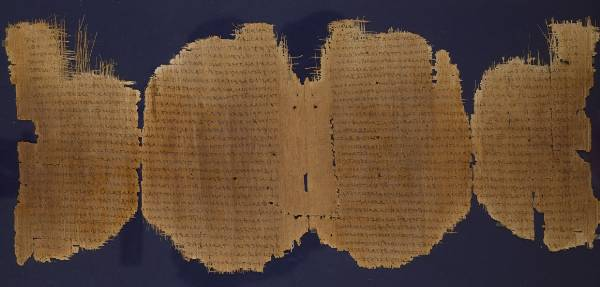
Um dos fólios do Papiro 45, um dos Papiros de Chester Beatty e que contém o texto de Lucas 13.

O texto original deste evangelho foi escrito em grego koiné e alguns dos manuscritos antigos que contém este capítulo, dividido em 35 versículos, são:
- Papiro 75 (c. 175-225)
- Papiro  45 (c. 250)
- Codex Vaticanus (325-350)
- Codex Sinaiticus (330-360)
- Codex Bezae (c. 400)
- Codex Washingtonianus (c. 400)
- Codex Alexandrinus (c. 400-440)
- Codex Ephraemi Rescriptus (c. 450)